# جسر كشكان
جسر كشكان (بالفارسية: پل کشکان) هو جسر تاريخي يعود إلى عصر حسنويون، ويقع في مقاطعة دورة.